# Андреја Пејић
Андреја Пејић (Тузла, 28. август 1991),  аустралијска је манекенка српско-хрватске националности пореклом из Босне и Херцеговине. Пре промене пола почетком 2014. године, означавана је као андрогини манекен.

## Биографија
Пејићева је рођена 28. августа 1991. године у босанском граду Тузли као Андреј Пејић. Њена мајка Јадранка Савић је Српкиња, а отац Влада Пејић  Хрват. Њих двоје су се развели пет година по Андрејином рођену. Сем ње, они имају и сина Игора, старијег од Андреје.
Током рата у Босни и Херцеговини, Андреја је са братом, мајком и баком Даницом побегла у избеглички камп близу Београда.
Не, био сам срећан. Камп је био заједница. Заједно смо ишли у школу и имао сам много пријатеља — углавном девојчица. Сећања су прилично безбрижна.
Након боравка у избегличком кампу, породица се преселила у село Војска крај Свилајнца. Андреја је оца први пут срела са четири године. Њена мајка је желела да дечаци изграде однос са оцем, па су по месец дана сваког лета били са њим.
Након НАТО бомбардовања Савезне Републике Југославије 1999, Јадранка је осећала да њена породица није на сигурном, па је одлучила да преда захтев за азил у Аустралији. Њен захтев је прихваћен, па су се Пејићева, њен брат и мајка 2000. године преселили у Мелбурн. Андреја је тада имала осам година.

## Идентитет
Са тринаест година, Андреја је почела да експериментише са изгледом и понашањем. У граду је остајала до касно у ноћ, а почеле је да се фарба и шминка. Пустила је косу, а неке од боја које је испробавала јесу розе, црна и плава, коју и тренутно има. Завршила је средњу школу Јуниверсити хај скул у мелбурнској градској четврти Парквил, коју је између осталих завршила глумица и певачица Оливија Њутон-Џон.
Заступа марксистичке ставове, а додаје да су они још и атеистички и материјалистички. У јулу 2014. године Пејићева је објавила да је почетком исте године променила пол, као и да је тиме остварила свој дугогодишњи сан. Говорећи о томе у интервјуу за часопис Пипл, открила је да је још са тринаест година отишла у библиотеку и помоћу компјутера претражила појам промена пола. Тада је осетила велико олакшање које је донео доток информација о овој теми. Како каже, схватила је да је то оно што треба да уради. О томе је обавестила мајку, баку и брата.
Све троје су је подржали, али је сам процес морао да буде одложен. До критичне операције коначно је дошло почетком 2014. године. Пре промене пола, при којој је променила име из Андреј у Андреја, Пејићева је означавана као андрогини манекен, који се налази између полова. Одбијала је да коментарише наводе о хомосексуалности, говорећи да би то желела да сачува за себе, као и да је могуће да је подједнако привлаче особе оба пола.

## Каријера
Иако није сигурно како је откривена Андрејина способност за манекенство, постоје три могућа сценарија. Први је тај да је откривена мало пре седамнаестог рођендана, док је радила у Мекдоналдсу. Други је тај да је откривена на базену, а трећи док је радила на кукурузном пољу. Тренутно ради као манекенка и за мушку и за женску одећу.
Јануара 2011. године, Андреја је учествовала у ревијама Жана Пола Готјеа и Марка Џејкобса. Маја исте године, фотографисала се за насловницу њујоршког часописа Досије журнал. Како је приказана како скида мајицу, са увијеном плавом косом и шминком, издавачи су оценили да је фотографија сувише ризична, јер би читаоци могли помислити да је у питању нага жена (наиме, Андреја у то време још није променила пол). Насловница је замењена за куповна издања, али су читаоци претплаћени на часопис добили оригиналне примерке.
Јула 2011. године, Андреја је учествовала на модној ревији Стајлнајт немачког модног дизајнера Михаела Михалског. Током априла 2013. године, била је тридесет трећа на списку најбољих 50 мушких манекена. До контроверзе је дошло крајем 2011. године, када је Пејићеву часопис Еф-ејч-ем прогласио за деведесет осму најлепшу жену света. То звање је критиковано као неподобно за трансродне особе (наиме, Андреја у то време још није променила пол, тј. била је мушко), па је часопис евентуално отклонио Андрејину номинацију и објавио извињење.
Током своје каријере, Пејићева се фотографисала за многе часописе. Неки од њих су Вог, Њујорк и Шен!, као и септембарски број турског издања Л'Офисјела. У Србији се на насловници први пут појавила јануара 2013. у Елу. Дана 6. августа 2012. године, била је гостујући судија у британско-ирској верзији шоуа Следећи топ-модел. Почетком пролећа 2013, глумила је у споту за сингл The Stars (Are Out Tonight) британског музичара Дејвида Боуија.